# Pasjane
Pasjane en serbe latin et Pasjan en albanais (en serbe cyrillique : Пасјане) est une localité du Kosovo située dans la commune/municipalité de Gnjilane/Gjilan, district de Gjilan/Gnjilane (Kosovo) ou district de Kosovo-Pomoravlje (Serbie). Selon le recensement kosovar de 2011, elle compte 974 habitants, dont une majorité de Serbes.
Selon le découpage administratif du Kosovo, le village est rattaché à la commune/municipalité de Parteš/Partesh.

## Histoire
Dans le village, l'église de la Transfiguration a été construite en 1861 ; mentionnée par l'Académie serbe des sciences et des arts, elle est inscrite sur la liste des monuments culturels du Kosovo.

## Démographie

### Évolution historique de la population dans la localité
| 1948  | 1953  | 1961  | 1971  | 1981  | 1991  | 2011 |
| ----- | ----- | ----- | ----- | ----- | ----- | ---- |
| 1 325 | 1 448 | 1 508 | 1 845 | 1 974 | 2 030 | 974  |

|  |